# Liste der Biografien/Daj
Liste der Biografien |
Portal Biografien |
Personensuche
# |
A |
B |
C |
D |
E |
F |
G |
H |
I |
J |
K |
L |
M |
N |
O |
P |
Q |
R |
S |
T |
U |
V |
W |
X |
Y |
Z |
?
 
Da |
Db |
Dc |
Dd |
De |
Dg |
Dh |
Di |
Dj |
Dk |
Dl |
Dm |
Dn |
Do |
Dq |
Dr |
Ds |
Du |
Dv |
Dw |
Dy |
Dz
 
Daa |
Dab |
Dac |
Dad |
Dae |
Daf |
Dag |
Dah |
Dai |
Daj |
Dak |
Dal |
Dam |
Dan |
Dao |
Dap |
Daq |
Dar |
Das |
Dat |
Dau |
Dav |
Daw |
Dax |
Day |
Daz
Die Liste der Biografien führt alle Personen auf, die in der deutschsprachigen Wikipedia einen Artikel haben. Dieses ist eine Teilliste mit 20 Einträgen von Personen, deren Namen mit den Buchstaben „Daj“ beginnt.

## Daj

### Daja
- Dajaé, amerikanische R&B- und House-Sängerin
- Dajaku, Leon (* 2001), deutscher Fußballspieler
- Dajan, Assi (1945–2014), israelischer Schauspieler, Filmregisseur, Drehbuchautor und Produzent
- Dajan, Jael (1939–2024), israelische Schriftstellerin und Politikerin
- Dajan, Mosche (1915–1981), israelischer General und PolitikerMosche Dajan (1915–1981)

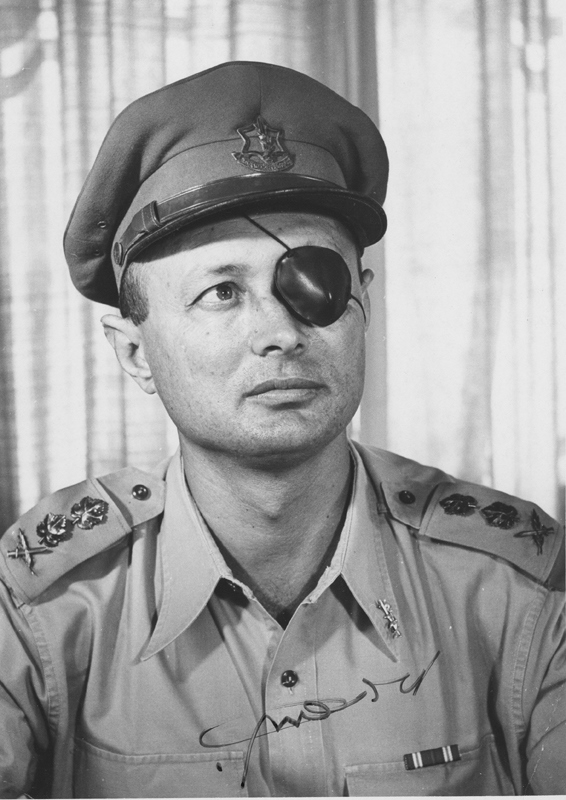
Mosche Dajan (1915–1981)

- Dajan, Ruth (1917–2021), israelische Modedesignerin und Aktivistin für politische und soziale Themen ihrer Heimat
- Dajan, Schmuel (1891–1968), israelischer Schriftsteller und Politiker
- Dajan-Aššur, Limmu-Beamter, assyrischer Feldmarschall
- Dajani, Burhan (1921–2000), Ökonom, Wissenschaftler, Intellektueller und Literat
- Dajani, Nadia (* 1965), US-amerikanische Schauspielerin
- Dajani, Rana, jordanische Molekularbiologin

### Dajc
- Dajçi, Agim (* 2000), albanischer Fußballspieler
- Dajczak, Edward (* 1949), polnischer Geistlicher, römisch-katholischer Bischof von Koszalin-Kołobrzeg

### Daje
- Dajee, Anusha (* 1981), mauritische Badmintonspielerin

### Daji
- Dajić, Jusuf (* 1984), bosnischer Fußballspieler

### Dajk
- Dajka, Jobie (1981–2009), australischer Radrennfahrer

### Dajn
- Dajnko, Peter (1787–1873), slowenischer Priester, Autor und Linguist

### Dajo
- Dajo, Mirin (1912–1948), niederländischer Unverwundbarer
- Dajomes, Neisi (* 1998), ecuadorianische Gewichtheberin
- Dajoz, Roger (1929–2019), französischer Biologe, Ökologe und Entomologe